# Port lotniczy Den Helder-De Kooy
Port lotniczy Den Helder-De Kooy (IATA: DHR, ICAO: EHKD) – port lotniczy zlokalizowany w De Kooy, dzielnicy Den Helder (Holandia).